# Президијум
Епизода Идентитет је 3. епизода 6. сезоне серије "МЗИС: Лос Анђелес". Премијерно је приказана 13. октобра 2014. године на каналу ЦБС.

## Опис
Сценарио за епизоду су писали Ерик Бродхерст и Р. Скот Џемил, а режирао ју је Денис Смит.
Једна Хетина је нападнута што је исходовало смрћу њеног телохранитеља. Док се истрага над екипом наставља, екипа балансира ипитивање и хватање одговорног. На крају Венс открива да је истрага ОСП-а начин да извуче Хети ван Лос Анђелеса и да је заштити од кртице у екипи и да заштити њен живот, што доводи екипу до открића старог непријатеља Матијаса, који је одговоран за нападе, а епизода се завршава када Кален обећава да ће да нађе Матијаса и да га убије.
У овој епизоди се појављује директор Леон Венс. 

## Ликови

### Из серијеМЗИС: Лос Анђелес
- Крис О’Донел као Гриша Кален
- Данијела Руа као Кензи Блај
- Ерик Кристијан Олсен као Мартин А. Дикс
- Берет Фоа као Ерик Бил
- Мигел Ферер као Овен Гренџер
- Линда Хант као Хенријета Ленг
- Џејмс Тод Смит као Семјуел Хана

### Из серијеМЗИС
- Роки Керол као Леон Венс